# Tongyeong
Tongyeong (hangul 통영시, hanja 統營市)) är en stad i provinsen Södra Gyeongsang i Sydkorea. Folkmängden var 131 974 invånare i slutet av 2020, varav 72 902 invånare bodde i själva centralorten.
Centralorten är indelad i åtta administrativa stadsdelar:
Bongpyeong-dong,
Buksin-dong,
Docheon-dong,
Jeongnyang-dong,
Jungang-dong,
Misu-dong,
Mujeon-dong och
Myeongjeong-dong.
Resten av kommunen är indelad i en köping (eup) och sex socknar (myeon):
Dosan-myeon,
Gwangdo-myeon,
Hansan-myeon,
Sanyang-eup,
Saryang-myeon,
Yokji-myeon och
Yongnam-myeon.